# Marina Coastal Expressway
Der Marina Coastal Expressway (Abkürzung: MCE, chinesisch 滨海高速公路, Pinyin Bīnhǎi Gāosù Gōnglù, malaiisch Lebuhraya Pantai Marina) ist die zweitneueste Schnellstraße im Autobahnnetz Singapurs. Baubeginn war im Jahr 2008 und die Eröffnung fand am 29. Dezember 2013 statt.

## Geschichte
Die Machbarkeitsstudien für die Ausweitung der KPE auf MCE begannen am 9. April 2006 vor den allgemeinen Wahlen im Jahr 2006, um zur Entlastung des East Coast Parkway beizutragen, und werden als Marina Coastal Expressway bezeichnet. Für die neue Schnellstraße, die später am 28. Juli 2007 angekündigt wurde, wurden Machbarkeitsstudien durchgeführt. Am 27. Juli 2007 gab die Landverkehrsbehörde bekannt, dass die Genehmigung für den Bau einer neuen 5 km langen Marina Coastal Expressway (MCE) an einer Straße erteilt wurde Kosten von 2,5 Milliarden US-Dollar.
Die Schnellstraße besteht aus dem 3,5 km langen unterirdischen Tunnel, während die übrigen unterirdisch oder unterirdisch sind und die Straße von Singapur sehen. Der unterirdische Tunnel umfasst eine 420 Meter lange Strecke, die unter dem Meeresboden verläuft und 150 Meter von der Marina Barrage entfernt ist. Dies hatte besondere technische Herausforderungen im Tunnelbau mit sich gebracht, da von Zeit zu Zeit große Mengen Wasser aus dem Staudamm abgelassen wurden. An der tiefsten Stelle liegt die Schnellstraße etwa 20 Meter unter dem Meeresboden.
Die 5 Kilometer lange MCE ist Singapurs teuerste Schnellstraße. Am 28. April 2009 gab die Landverkehrsbehörde bekannt, dass sie Aufträge im Wert von rund 4,1 Mrd. USD vergeben hat, weit mehr als die ursprüngliche Schätzung von 2,5 Mrd. USD. Der Bau des MCE erforderte auch einen Unterwasserbagger. Mehr als 22 Hektar Land wurden zurückerobert, um das MCE zu bauen. Im Gegensatz dazu kostet die KPE, die 12 Kilometer lang ist und Teile hat, die unter Kanälen und Flüssen verlaufen, nur 1,74 Milliarden US-Dollar. Der Bau erfordert den Abriss mehrerer Gebäude in Marina South, zu denen auch die Country Clubs und Steamboat-Restaurants gehören.
Bei Eröffnung des MCE wurde das Segment der ECP zwischen Central Boulevard und Benjamin Sheares Bridge zur Sheares Avenue, während das Segment von AYE zum Central Boulevard (Telok Ayer Flyover) dauerhaft abgerissen wird.

## Stadtteile entlang der Autobahn
- Marina Bay